# Rodrigo Frank Pereira
Rodrigo Frank Pereira (* 28. Februar 1981 in Pontal) ist ein ehemaliger brasilianisch-italienischer Fußballspieler.

## Karriere
Pereira spielte bis 2004 beim FC Santos. Im Sommer 2004 wechselte er zum Guarani FC. Im Jänner 2005 schloss er sich dem österreichischen Regionalligisten FC Waidhofen/Ybbs an. Zur Saison 2007/08 wurde er an den Zweitligisten SV Bad Aussee verliehen. Sein Debüt in der zweiten Liga gab er im August 2007, als er am sechsten Spieltag jener Saison gegen den SC Schwanenstadt in der 78. Minute für Alexander Neuper eingewechselt wurde. Im November 2007 erzielte er bei einem 2:0-Sieg gegen den DSV Leoben sein erstes Tor in der zweithöchsten Spielklasse. Bis zum Ende der Leihe kam er zu 26 Einsätzen für Bad Aussee in der zweiten Liga, in denen er drei Tore erzielte. Zu Saisonende stieg er mit dem Verein allerdings in die Regionalliga ab.
Nach dem Ende der Leihe kehrte er zu Waidhofen zurück und konnte mit dem Verein 2010 Meister der Regionalliga Ost werden. Zur Saison 2010/11 wechselte Pereira zum Zweitligisten First Vienna FC, bei dem er einen bis Juni 2011 laufenden Vertrag erhielt. Für den Hauptstadtklub absolvierte er 17 Spiele in der zweiten Liga und erzielte dabei zwei Tore. Nach einem halben Jahr bei der Vienna wechselte er im Januar 2011 in die Schweiz zum Drittligisten SC Zofingen. In der 1. Liga kam er zu zwölf Einsätzen für Zofingen.
Zur Saison 2011/12 wechselte Pereira nach Malta zum FC Birkirkara. Für Birkirkara kam er zu 27 Einsätzen in der Maltese Premier League, in denen er drei Tore erzielte. Im August 2012 verließ er den Verein wieder, zuvor war er mit den Maltesern in der Qualifikation zur UEFA Europa League bereits in der ersten Runde am FK Metalurg Skopje gescheitert. Nach mehreren Monaten ohne Verein kehrte er im November 2012 zu Birkirkara zurück und absolvierte weitere 15 Ligaspiele für den Verein. Zu Saisonende wurde er mit Birkirkara Meister. Zur Saison 2013/14 wechselte er zum Ligakonkurrenten FC Balzan. Nach elf Einsätzen für Balzan in der Premier League kehrte er im Februar 2014 nach Brasilien zurück und wechselte zum Sertãozinho FC. Mit Sertãozinho nahm er in der Saison 2014 an der dritthöchsten Spielklasse der Staatsmeisterschaft von São Paulo teil und absolvierte dort elf Spiele.
Im Juli 2014 wechselte Pereira wieder nach Österreich und schloss sich dem fünftklassigen Dornbirner SV an. Mit Dornbirn stieg er am Ende der Saison 2014/15 in die Vorarlbergliga auf. Nach insgesamt 52 Einsätzen in der viert- und fünfthöchsten Spielklasse wechselte Pereira im Januar 2017 zum SV Gaflenz. Nach einem Jahr und 20 Einsätzen in der Landesliga verließ er den Verein in der Winterpause der Saison 2017/18. Nach eineinhalb Jahren ohne Verein schloss er sich zur Saison 2019/20 dem achtklassigen FCU Ertl an. Für Ertl absolvierte er bis zum Ligaabbruch elf Spiele in der 2. Klasse. Nach der Saison 2019/20 verließ er den Verein.

## Erfolge
FC Birkirkara
- Maltesischer Meister: 2012/13